# Lothaire II (roi de Lotharingie)
Pour les articles homonymes, voir Lothaire.
Lothaire II ou Hlothar, né vers 835 et mort le 8 août 869 à Plaisance, est un roi des Francs régnant sur un territoire compris entre l'Escaut et le Rhin et comprenant la plus grande partie de l'Austrasie et de la Frise. Il est le second fils de Lothaire Ier, empereur d'Occident et roi de Francie médiane, et d'Ermengarde de Tours.
Faute de dénomination pour le territoire gouverné par Lothaire II, les chroniqueurs l'ont appelé Lotharii regnum (« royaume de Lothaire »), terme devenu au Xe siècle « Lotharingia » et à l'origine de l'allemand « Lothringen » et du français « Lorraine ».

## Biographie
Avant de mourir, Lothaire Ier avait, par le traité de Prüm, organisé le partage de son royaume entre ses trois fils : le royaume d'Italie et le titre impérial pour Louis II, la Provence jusqu'à Lyon pour Charles et le reste à Lothaire, c'est-à-dire toute la partie nord de la Francie médiane, de la Frise jusqu'au sud de l'actuel département de la Haute-Marne. Lothaire Ier meurt le 29 septembre 855 et Lothaire II, reconnu roi par son oncle Louis le Germanique en novembre 855, est sacré roi au début de l'année 856,.
Pour des raisons politiques, son père lui avait fait épouser Theutberge, fille de Boson l'Ancien et sœur d'Hucbert, abbé laïc "intrus" de Saint-Maurice en Valais, qui domine les zones entre le Jura et les Alpes. Mais celle-ci ne lui donne pas d'enfants, et Lothaire a une concubine, Waldrade (sœur de l'archevêque Gunther de Cologne,) qu'il souhaite épouser pour faire légitimer leurs enfants. En 857, il répudie sa femme, qu'il accuse de relations incestueuses avec son frère, et trouve quelques évêques complaisants pour prononcer l'annulation du mariage. Maintenue prisonnière par son époux, Theutberge réussit à s'enfuir et à se réfugier auprès du roi de Francie occidentale Charles II le Chauve, qui lui donne l'abbaye d'Avenay dépendant du diocèse de Reims. Hincmar, archevêque de Reims, avec le second concile de Savonnières, refuse d'approuver l'union de Lothaire et Waldrade. Soutenu par Louis le Germanique et Charles le Chauve, les deux oncles du roi, Hincmar en réfère au pape Nicolas Ier, qui refuse lui aussi de reconnaître le mariage. Lothaire tente de plaider sa cause auprès du pape qui reste inflexible. Son successeur Adrien II finit même par excommunier Waldrade en 866.
En 858, il se réconcilie avec son frère Charles de Provence et signe un traité l'instituant héritier de son frère, au détriment de son autre frère Louis II. À la mort de Charles en 863, Lothaire ne réussit à imposer sa suzeraineté que sur les comtés de Lyon, Vienne et Vivarais. La Provence lui échappe au bénéfice de son frère aîné Louis II, empereur d'Occident et roi d'Italie. En février 865, ses oncles se rencontrent à Tusey près de Vaucouleurs et s'accordent sur le partage de ses États, estimant que les fils de Lothaire II ne sont pas légitimes pour lui succéder. Obligé de reprendre Theutberge, il tente une ultime démarche pour fléchir le pape Adrien II qu'il rencontre à l'abbaye du Mont-Cassin, mais contracte une fièvre paludéenne et meurt à Plaisance le 8 août 869.

## Union et descendance
En 855, son père lui fait épouser Theutberge († 875), fille de Boson l'Ancien, comte d'Arles. Dès 857, Lothaire II la fait emprisonner, mais ses oncles Louis le Germanique et Charles II le Chauve lui permettent de s'évader.
En 862, Lothaire obtient d'évêques complaisants l'annulation de son premier mariage et épouse sa maîtresse Waldrade, issue de l'aristocratie, et probablement parente d'Eberhard, comte alsacien, et de l'abbé Fulrad. Mais ses oncles font appel au pape Nicolas Ier, qui refuse de reconnaître le mariage et excommunie Waldrade en 866. De cette seconde union sont nés :
- Hugues (ca. 855-860 † après 895), duc d'Alsace ;
- Gisèle (ca. 860-865 † 907) mariée en 882 à Godfred († 885), chef viking et dux en Frise ;
- Berthe (ca. 863 † 925), mariée vers 879/880[11] à Théobald, comte d'Arles (d'où Hugues d'Arles), puis entre 895 et 898 à Adalbert II († 915), marquis de Toscane (d'où la suite des marquis de Toscane) ;
- Ermengarde, religieuse à l'abbaye Sainte-Justine de Lucques.